# Les Wriggles à la Cigale

Les Wriggles à la Cigale est un spectacle du groupe français Les Wriggles enregistré le 17 juin 2003 au théâtre la Cigale à Paris. La réédition de 2011 est annoncé sous le titre À la Cigale.

## Chapitres du DVD
1. La Mauvaise Réputation
2. Ah bah ouais mais bon
3. Plouf
4. Pourquoi
5. Rébecca
6. L'eau
7. Dieubbouddallah
8. C'est comme ça
9. La Petite Olive
10. Pourquoi
11. Pénombre 1
12. La phase
13. Pénombre 2
14. Roucoucou Paolita
15. Le moustique
16. Pénombre 3
17. Planète
18. Run day vouille
19. PSG
20. Pénombre 4
21. Kloukli
22. Pourquoi
23. Full Ca$h
24. Géraldine
25. Taxis
26. Le goût des filles
27. Pénombre 5
28. Poupine et Thierry
29. Kounkountcheck et Tiquétoun
30. Les vacances
31. Juste avant que je
32. Pénombre 6
33. Oh putain non !
34. Pourquoi
35. On se la pète
36. Monolithe
37. Petite Candy
38. La Trapouille des éléphants
39. N'import'nawak
40. Mes amis

### Bonus
- Coulisses de l'Olympia
- Cartes Blanches aux Wriggles
- Sans Canal Fixe
- State Ovni

## Fiche technique
- Réalisation : Serge Bergli
- Production : Atmosphériques
- Enregistrement : Philipe Brun
- Les Wriggles : Christophe Gendreau, Stéphane Gourdon, Antoine Réjasse, Frédéric Volovitch, Franck Zerbib
- Mise en scène : Sébastien Lalanne, Christian Lucas, Les Wriggles
- Arrangements vocaux : Michel Puyau, Philippe Eidel, Les Wriggles
- Création lumières : Fred l'Indien
- Régie lumières : Cristèle Moreau
- Son, façade et retour : Jérôme Favrot-Maës, Nicolas Drobinski
- Régie générale : Olivier Volovitch, Claudia Rodriguez, Nathalie Schwerdet, Cédric Peltier
- Costumes : Elizabeth Dordevic
- Production exécutive : Be.
- Délégué à la production : Thierry Dory
- Cadreurs : Jean-François Awad, Marc Debelle, Denis Dufays, Jean-Philippe Mot, Philippe Troisfontaines, Christophe Wirtgen
- Cadreurs junior : Jean-Jacques Marotte
- Scripte : Sophie Goovaerts
- Post-Production : Puzzle, Vincent Detraux, Hugues Morelle
- Moyens techniques : Outside Broadcast
- Mixage : Franck Redlich, Sébastien Gohier
- Mastérisation et encodage : Poussin chez DES
- Authoring : Barejo
- Design couverture et interface DVD : Ombres Productions
- Dessin : Olivier Klein
- Photo : Pidz
- Production exécutive pour Atmosphériques : Guillaume Cointet, Lucy Mc Gilligan
- Management et contact scène : Jean-Michel Mouron, Blue Line Production

### Bonus

#### Coulisses de l'Olympia
- Production exécutive, réalisation et post-production : Ombres Production

#### Cartes Blanches aux Wriggles
- Production exécutive, réalisation et post-production : Ombres Production sauf La vie de Jé et Ju réalisé par Stéphane Gourdon et Sébastien Lalanne

#### Sans Canal Fixe
- Réalisation et montage : Yvan Petit, Alexis Réjasse
- Production exécutive : Sans Canal Fixe

#### State Ovni
- Réalisation : Les Wriggles